# Ädilbek Niazymbetov
Ädilbek Säbituly Niazymbetov (Әділбек Сәбитұлы Ниязымбетов), född 19 maj 1989 i Nukus, Kazakstan, är en kazakisk boxare som tog OS-silver i lätt tungviktsboxning 2012 i London och igen i samma viktklass 2016 i Rio de Janeiro.